# 赤城乳業
赤城乳業是日本埼玉县深谷市的一家冰淇淋公司。得名于赤城山。知名产品有脆脆君（ガリガリ君）、赤城时雨、「可以咬的黄油冰淇淋 かじるバターアイス」。